# The Monsterican Dream
The Monsterican Dream je druhé album Lordi, které bylo vydané v roce 2004. Obavy z toho, že Get Heavy předčí toto album se nevyplnily a albu ve kvalitě a prodávanosti při nejmenším dohnal. CD bylo v roce 2006 zlaté a roku 2007 platinové.

## Sestava
1. Mr. Lordi – zpěv
2. Amen – elektrická kytara
3. Kalma – basová kytara
4. Enary – klávesy
5. Kita – bicí

## Tracklist
1. Threatical Trailer – 1:09
2. Bring It On (The Raging Hounds Return) – 4:35
3. Blood Red Sandman – 4:03
4. My Heaven Is Your Hell – 3:41
5. Pet the Destroyer – 3:50
6. The Children of the Night – 3:44
7. Wake the Snake – 3:46
8. Shotgun Divorce – 4:42
9. Forsaken Fashion Dolls – 3:43
10. Haunted Town – 3:13
11. Fire in the Hole – 3:27
12. Magistra Nocte – 1:33
13. Kalmageddon – 4:33